# Глагољска миса
Глагољска миса (чеш. Glagolská mše или понекад чеш. Mša glagolskaja) се односи на Mša glagolskaja, композицију за солисте, двојни хор и оркестар Леоша Јаначека. Била је завршена 15. октобра 1926, а први пут миса је изведена у Бр(и)ну Јарославом Квапилом 5. децембра 1927.
Постоје неке друге композиције тог жанра Ферстера, Скугерског, Гречанинова, Видермана и у последње време Јана Кржесадла. То су биле романтички изражаји пансловенских дела, шта се може односити и на мису Јаначека, који је био неверник. Језик мисе није латински, него старословенски.
Јаначек је био поборник панславизма и ова миса се сматра слављењем словенске културе. Повезана је и са Камилом Стесловом, великим љубави Јаначека.

## Структура дела
8 дела су:
1. Úvod [Оркестар]
2. Gospodi pomiluj [Kyrie]
3. Slava Gloria
4. Vĕruju Credo
5. Svet Sanctus
6. Agneče Božij Agnus Dei
7. Varhany sólo (Postludium) [Соло оргуље]
8. Intrada [Exodus]